# Andrew Booth Jr.
Andrew Booth Jr. (geboren am 28. September 2000 in Dacula, Georgia) ist ein US-amerikanischer American-Football-Spieler auf der Position des Cornerbacks. Er spielte College Football für die Clemson University und wurde im NFL Draft 2022 in der zweiten Runde von den Minnesota Vikings ausgewählt. Seit 2024 spielt Booth für die Dallas Cowboys.

## College
Booth besuchte die Archer High School in Lawrenceville, Georgia und spielte dort Football. Er war drei Jahre lang Stammspieler und nahm am Under Armour All-American Game teil.
Ab 2019 ging Booth auf die Clemson University, um College Football für die Clemson Tigers zu spielen. In der Saison 2019 kam er nur zu vereinzelten Einsätzen, in seinem zweiten Jahr am College spielte er bei elf Partien viermal von Beginn an. Dabei fing er zwei Interceptions, setzte 30 Tackles, wehrte fünf Pässe ab und erzielte einen Touchdown, nachdem er einen Fumble erobert hatte. In der Saison 2021 war Booth erstmals durchgängig Stammspieler und verzeichnete in elf Partien 39 Tackles, fünf verhinderte Pässe und drei Interceptions. Zwei Interceptions davon gelangen ihm bei der Partie gegen den Rivalen South Carolina Gamecocks. Nach der Saison gab Booth seine Anmeldung für den NFL Draft 2022 bekannt. Insgesamt spielte er in 35 Partien für die Tigers, davon in 15 als Starter.

## NFL
Booth wurde im NFL Draft 2022 in der zweiten Runde an 42. Stelle von den Minnesota Vikings ausgewählt. Seine erste NFL-Saison war von Verletzungen geprägt, er verpasste nach einer Verletzung im Auftaktspiel vier Partien und musste sich nach einer weiteren Verletzung, die er sich in Woche 11 gegen die Dallas Cowboys zugezogen hatte, einer Operation am Meniskus unterziehen und die Saison damit vorzeitig beenden. Booth bestritt daher 2022 nur sechs Partien für die Vikings. In der Saison 2023 kam Booth nicht über eine Rolle als Reservist hinaus. Am 9. August 2024 gaben die Vikings Booth im Austausch gegen Cornerback Nahshon Wright an die Dallas Cowboys ab.

## NFL-Statistiken
| Saison                             | Saison | Spiele | Spiele      | Tackles | Tackles | Tackles | Tackles | Interceptions | Interceptions | Interceptions | Interceptions | Interceptions | Fumbles | Fumbles | Fumbles |
| Jahr                               | Team   | Spiele | als Starter | Gesamt  | Solo    | Ast     | Sacks   | PD            | INT           | Yds           | Lng           | TD            | FF      | FR      | TD      |
| ---------------------------------- | ------ | ------ | ----------- | ------- | ------- | ------- | ------- | ------------- | ------------- | ------------- | ------------- | ------------- | ------- | ------- | ------- |
| 2022                               | MIN    | 6      | 1           | 12      | 12      | 0       | 0,0     | 0             | 0             | 0             | 0             | 0             | 0       | 0       | 0       |
| 2023                               | MIN    | 17     | 1           | 8       | 7       | 1       | 0,0     | 1             | 0             | 0             | 0             | 0             | 0       | 0       | 0       |
| 2024                               | DAL    | 7      | 2           | 15      | 10      | 5       | 0,0     | 1             | 0             | 0             | 0             | 0             | 0       | 0       | 0       |
| Gesamt                             | Gesamt | 30     | 4           | 35      | 29      | 6       | 0,0     | 2             | 0             | 0             | 0             | 0             | 0       | 0       | 0       |
| Quelle: pro-football-reference.com |        |        |             |         |         |         |         |               |               |               |               |               |         |         |         |